# Ожарув (гміна)
Гміна Ожарув (пол. Gmina Ożarów) — місько-сільська гміна у східній Польщі. Належить до Опатовського повіту Свентокшиського воєводства.
Станом на 31 грудня 2011 у гміні проживало 11233 особи.

## Територія
Згідно з даними за 2007 рік площа гміни становила 183.29 км², у тому числі:
- орні землі: 71.00%
- ліси: 20.00%

Таким чином, площа гміни становить 20.11% площі повіту.

## Населення
Станом на 31 грудня 2011:
| Опис     | Загалом | Загалом | Чоловіки | Чоловіки | Жінки | Жінки |
| -------- | ------- | ------- | -------- | -------- | ----- | ----- |
| одиниця  | осіб    | %       | осіб     | %        | осіб  | %     |
| все      | 11233   | 100     | 5558     | 49.48    | 5675  | 50.52 |
| міське   | 4798    | 100     | 2325     | 48.46    | 2473  | 51.54 |
| сільське | 6435    | 100     | 3233     | 50.24    | 3202  | 49.76 |

## Сусідні гміни
Гміна Ожарув межує з такими гмінами: Аннополь, Вільчице, Войцеховіце, Двікози, Завихост, Тарлув, Цьмелюв.